# (37427) 2001 YJ82
2001 YJ82 (asteroide 37427) é um asteroide da cintura principal. Possui uma excentricidade de 0.20316580 e uma inclinação de 2.92891º.
Este asteroide foi descoberto no dia 18 de dezembro de 2001 por LINEAR em Socorro.